# ژرفانمایی (گرافیک)

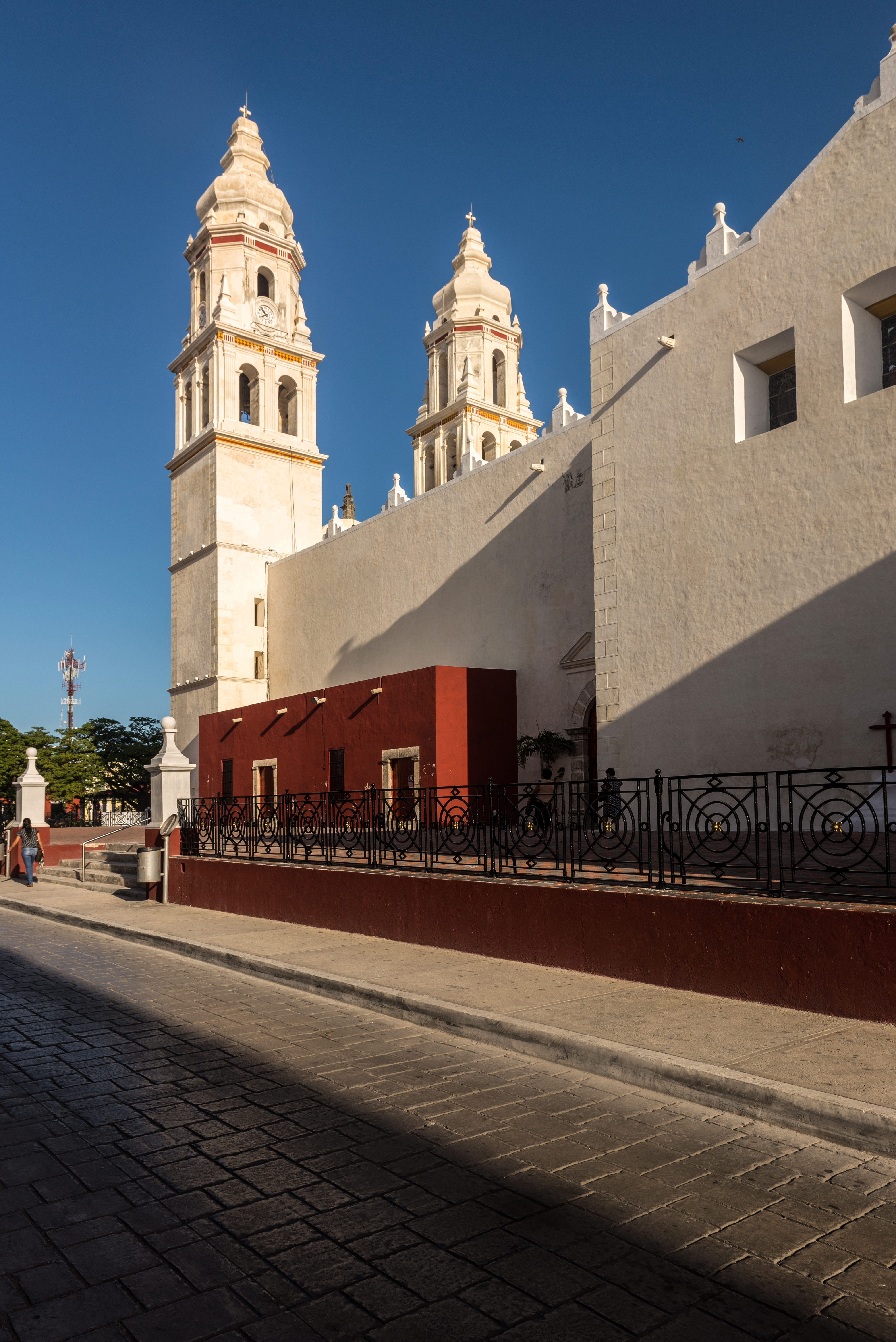

ژرفانمایی یا پِرسپِکتیو (به فرانسوی: Perspective) (به آن مناظر و مرایا نیز گفته می‌شود) در هنرهای گرافیکی، همچون نگارگری، نمایش نسبی یک تصویر به همان شکلی که توسط چشم دریافت می‌شود، بر روی یک سطح تخت (همچون کاغذ) است.

## وجه تسمیه
پرسپکتیو از واژه لاتینی perspectiva گرفته شده‌است و نخستین بار توسط Boethius به هنگام ترجمه رساله علم نور و بصر ارسطو به کار گرفته شد. در دوره رنسانس پرسپکتیو معنی «دیدن از ورای صفحه‌ای شفاف» را به خود گرفت. دیدن از ورای صفحه‌ای شفاف، تکرار همان مفهوم فضا از ورای یک پنجره رنسانس بود؛ که این بار به صورت علمی و هندسی مطرح می‌شد، بدین گونه که مدل را در مقابل چهارچوبی که شیشه در آن قرار داشت می‌نشاندند و سپس با نصب کاغذ نازکی روی شیشه با نقطه چین موضوع را به روی سطح دوبُعدی منتقل می‌کردند.

## کشف پرسپکتیو
کشف پرسپکتیو با دوران رنسانس هم قرن بود؛ با کشف انسان این جهانی و میرا. هنرمند گوتیک در انسان و طبیعت جلال الهی می‌دید. نگاه رنسانس به آدم نگاه علمی بود. آدم جای اصلی پرده را گرفت و عناصر دیگر را کنار زد. شبیه‌کشی و چهره‌نویسی رونق گرفت. در واقع پرسپکتیو و سه بعد نمایی از دوره جدید بر نقاشی مسلط می‌شود. در گذشته تنها نقاشی یونانی است که به پرسپکتیو طبیعی نزدیک شده بود. کار هنرمند رنسانسی ابداع مجدد طبیعت و انسان و حتی خدا با تفسیری انسان‌مدارانه از تمامی جلوه‌ها و نظم طبیعی عالم بود. هنرمند دریافته بود که از طریق پرسپکتیو می‌تواند عقل جزوی را بر فضا مسلط سازد. به عبارت دیگر از انسان به عنوان وجود اصلی و مرکزی تصویری عظیم ارائه کرد که فضا را باید در ارتباطی که با او دارد سنجید.
هنرمند با بازنمایی دقیق و عینی همه امور، جنبه‌های گوناگون واقعیت را ثبت کرده و آن را به صورت یک نظم عرضه می‌دارد، نظمی که از هماهنگی نظام عالم بهره گرفته بود. این نظم نهایتاً در نظام تکنیک تعین می‌یابد؛ نظامی تحت عنوان «پرسپکتیو».
به عقیدهٔ ایتالیایی‌ها رنسانس تولدی دیگر از قدرت‌های فکری بشر بود. چند هزار سال تحت عنوان قرون وسطی به هنر بی‌توجهی شده بود. البته ایتالیایی‌ها نمی‌خواستند به رومی‌های کلاسیک بازگردند و قطعاً فکر روی آوردن به دین جدیدی را هم نداشتند! ایتالیایی‌ها لازم دیدند که از تجارب هنرمندان کلاسیک نیز تا آنجا که مورد احتیاج است استفاده کنند.
بدین سان پرسپکتیو یکی از عوامل اساسی تاریخ هنر شد و معیار اعتراض ناپذیری گشت که هر اثر هنری باید بدان سنجیده شود.

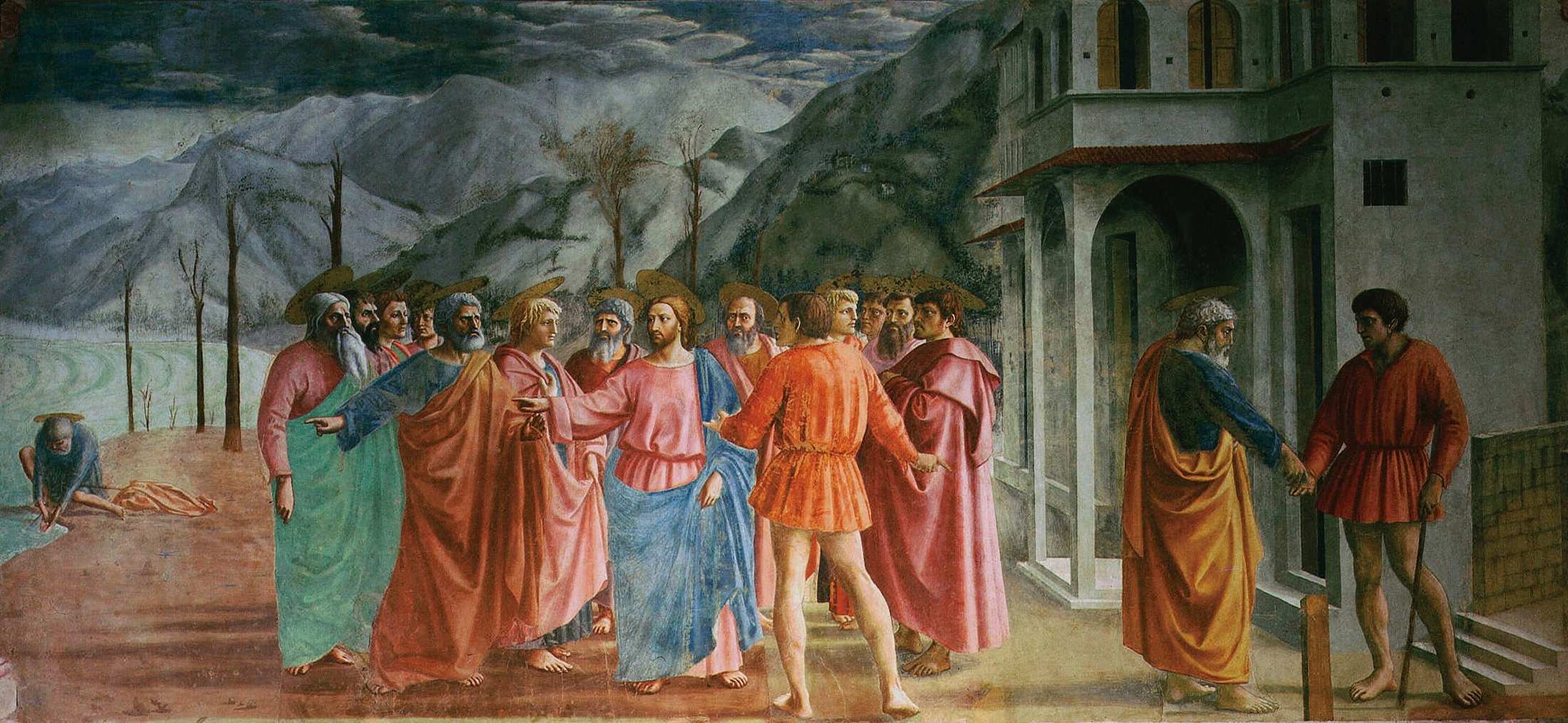
اولین استفاده پرسپکتیو برای جذب دید بیننده بر روی سر مسیح در نقاشی نقدینه خراج مازاچو

اولین اثر پرسپکتیو در نقاشی مازاچو نقاش ایتالیایی در اثر نقدینه خراج  (The Tribute Money (Masaccio)) دیده می‌شود که پرسپکتیو توجه بیننده را روی سر مسیح جذب می‌کند.
در نقاشی، ماساکیو نقاش جوان و نابغه ایتالیایی مکتب جدیدی به وجود آورد، ولی در ۴۸ سالگی درگذشت و نتوانست به کارش ادامه دهد. تابلوی معروف پدر خداوند، پسر عیسی و روح القدس و سن ژان و سن ماری و دو پیشکار از کارهای مشهور اوست. این تابلو کشف بزرگی را از نقاشی نشان می‌دهد. زمینهٔ ساختمانی آن بر طبق یک سلسله قواعدی که مجموعاً به نام «پرسپکتیو علمی» نامیده می‌شود، مجسم شده‌است. البته قبلاً نیز در این زمینه کارهایی شده بود ولی پرسپکتیو علمی به‌طور کامل وضعیت اجسام را در فضا مشخص نمود. چون بر پایه اصول ریاضی و اندازه‌گیری دقیق زوایا و فواصل قرار داشت. دانستن این قوانین برای معماران و طراحان، امری ضروری است. در گذشته‌های دور طراحان و نقاشان نیز قوانین پرسپکتیو را به صورت علمی به کار می‌بستند، اما به‌طور کلی هنرمندان به صورت حسی عمق اجسام و نحوهٔ قرار گرفتن آن‌ها را در فضا مجسم می‌سازند؛ بنابراین ضروری است تا قبل از آن که به درک پرسپکتیو حسی نائل شویم، از این قوانین آگاهی داشته باشیم. به‌طور کلی دانستن علم پرسپکتیو اولین چیزی است که یک طراح باید بداند؛ زیرا طرح صحیح اغلب اشکال هندسی، بدون اعمال قوانین این علم، در برخی موارد تقریباً محال است. این علم، وسیله‌ای برای داشتن سرعت عمل و کمکی به صحت کار هر گونه طراحی در هنرهای تجسمی است.

## مخترعان پرسپکتیو
پرسپکتیو اختراع شخص واحدی نبود، بلکه مظهر مبین عصر و تجلی وحدت فکر و احساس نوابغ در دورهٔ رنسانس بود. با این حال پیرو دلافرانسیسکا و پایولو اواچلو را خالقان اولیه پرسپکتیو خطی می‌دانند.
در میان هنرمندان این دوره به حدی اسامی معروف و مشهور مشاهده می‌شود که نام بردن از یکایک آن‌ها احتیاج به نگارش کتابی دارد. از آن میان چند نفر از شهرت بیشتری برخوردارند. از جمله جوتو، برونلسکی، مازاتچو، لئوناردو داوینچی، میکل آنژ، و رافائل افزون بر این‌ها، نقاشان دیگری همانند هوبرت ون آیک و یان وین آیک نیز به استفاده از پرسپکتیو در آثار خود پرداختند و با دیگر نقاشان رنسانس آغازین هم‌سو و هم‌داستان شدند.

## مفهوم واژه
پرسپکتیو علمی است بر اساس قوانین و اصول هندسی که به وسیلهٔ آن دوری و نزدیکی اجسام را نشان می‌دهند. با رعایت این اصول در طراحی می‌توانیم تناسب واقعی اجسام در فواصل مختلف را به نحوی نشان دهیم که با تناسبات اصلی آن‌ها مشابهت داشته باشند.
در واقع برای نشان دادن فضای سه بعدی روی صفحهٔ دو بعدی معمولاً پرسپکتیو و قوانین آن را به کار می‌برند. این قوانین با استفاده از خطای دید به دست آمده و عمق کاذب و بعد مجازی ایجاد شده می‌تواند تصویری از فضای سه بعدی را بدهد. می‌توان گفت پرسپکتیو نگاهی است که معمولاً از جهان بیرون یعنی عالم محسوسات مادی آغاز می‌شود و سپس به درون‌نگری راه می‌برد.
پرسپکتیوها بسته به کاربردشان انواع مختلفی دارند. به‌طور کلی می‌توان پرسپکتیوها را به دو دستهٔ علمی و ترسیمی تقسیم کرد

## پرسپکتیو ترسیمی
در پرسپکتیو ترسیمی (ریشهٔ لغوی پرسپکتیو «به وضوح دیدن» است) اشیا در صفحه‌ای مسطح چنان‌که دیده می‌شوند ترسیم می‌گردند و نه چنان‌که واقعاً هستند که مانند حاصل کار دوربین عکاسی می‌باشد، در واقع یک نظام هندسی است که اندازه‌ها و فواصل اشیاء و اجسام با مقایسه و چگونگی قرار گرفتن آن‌ها در جلو و عقب یکدیگر به دست می‌آیند.
اندازه، موضع، تقارب متوازی، سایه روشن و بافت از ویژگی‌های این پرسپکتیوها هستند. این نوع پرسپکتیو بنا بر موقعیت ناظر، اندازه و فاصلهٔ او تا موضوع، انواع مختلفی پیدا می‌کند که همه بر این پایه استوار هستند که تمام نقاط موازی هم به نقطه‌ای که روی خط دید قرار می‌گیرد، می‌رسند. شیء جلو، بزرگ‌تر و شیء عقب کوچک‌تر است، نقاط گریز و ناظر در محل خاصی قرار می‌گیرند که به پرسپکتیو معنی و مفهوم می‌دهند.
از روی پرسپکتیو می‌توان محل ناظر را تعیین کرد. برای مثال اگر پرسپکتیو در حالتی باشد که از پایین سوژه را مشاهده کند نمای دید مورچه، اگر از بالا مشاهده کند نمای دید پرنده و اگر در ارتفاع دید انسان باشد در اصطلاح دید ناظر گفته می‌شود.
القای فضا از طریق پرسپکتیو واقعی که بر اساس خطای دید ایجاد می‌شود، محدود به همان زاویه‌ای است که فضا دیده می‌شود. در حالی که چشم ما در حرکت مداوم است و با تغییر مکان، بخش‌های زیادی از یک فضا را به‌طور پیوسته ادراک می‌کند.

## پرسپکتیو علمی
آنهایی هستند که با استفاده از سه محور که در بیرون صفحه عمود برهم هستند نشان داده می‌شوند و زوایای α , β , γ در صفحهٔ تصویر هر اندازه‌ای باشند بنا بر قرارداد فرض بر این است که در عالم واقع با هم برابر و ۹۰ درجه هستند لذا o یک کنج قائم فرض می‌شود.
کاربرد این پرسپکتیو بیشتر برای تهیهٔ نقشه‌های فنی و مقاطع دقیق است. از جمله در معماری و طراحی صنعتی. همچنین می‌توان گفت نسبت اندازه‌ها تغییر نمی‌کند و ناظر همه جا حضور دارد.

## انواع پرسپکتیو در گرافیک
مقامی:
بدین صورت که هنرمند با توجه به شخصیت سوژه یا اهمیت موضوع فضای بیشتری برای آن در نظر گرفته‌است و ترکیب مورد نظر را بر اساس آن شکل داده، که ساده‌ترین نوع ژرف نمایی است در نقاشی‌های قهوه‌خانه‌ای ایران در شمایل مذهبی همواره پیکره امامان معصوم بزرگتر و تنومند تر از سایر افراد ترسیم شده‌است.
پرسپکتیو با شدت بخشی به کنتراست:
بسیاری ار هنرمندان با ایجاد اختلاف در میزان شدت تاریکی یا نور در سطح دو بعدی عمق و فضا ایجاد کرده‌اند، تراکم تاریکی در پلان اول موجب می‌شود که شبکیه چشم دریافت بیشتری از جسم، به نسبت دیگر اجزا کند و بدین ترتیب عمقی کاذب در سطح القا گردد.
اختلاف رنگ:
دید انسان نسبت به طیف‌های رنگی خالص و شفاف حساسیت بیشتری نشان می‌دهد و این دسته از رنگ‌ها تأثیر بلاواسطه‌ای روی شبکیه چشم دارند، بر عکس به هر میزان از خلوص رنگ کاسته شود یا مثلاً با سفید یا لایه‌های خاکستری ممزوج گردد، روی شبکیه چشم کمتر تأثیر می‌گذارند.
صراحت و ابهام:
صراحت و ابهام در سطح دوبعدی می‌تواند ایجاد عمق نماید بدین معنی که هر قدر شی یا موضوع در تصویر دارای صراحت باشد، جلوتر به نظر می‌آید و به عوض چنانچه از صراحت شکل کاسته شود، دورتر به نظر خواهد آمد.

## پرسپکتیو در سینما
این واژه در سینما، ناظر بر شیوه به نمایش درآمدن اشیا و روابط فضایی آن‌ها با یکدیگر در سطح صاف و تخت پرده است، به این معنی که تماشاگر باید دوری و نزدیکی اشیا و فاصله آن‌ها از یکدیگر را در تصویری که می‌بیند، حس کند. از آنجا که در سینما، تصویر سه بعدی واقعی به تصویری دو بعدی بدل می‌شود، فیلم‌ساز باید برای خلق توهم عمق صحنه و یک فضای سه بعدی، مراقب پرسپکتیو باشد.
هر بیننده‌ای که تصویری را بر پرده سینما می‌بیند، در ذهن خود برای آن عمق قائل می‌شود، چون به این شیوه دیدن عادت کرده‌است، اما فیلم‌ساز علاوه بر آنکه می‌تواند روی تخیل تماشاگر حساب کند، در ضمن باید بکوشد که توهم عمق را در صحنه خلق کند و به آن حال و هوای واقعی بدهد.
پرسپکتیو صحنه و روابط فضایی اشیا عمدتاً به عوامل زیر بستگی دارد:

## فاصله دوربین از صحنه
با توجه به فاصله دوربین از صحنه، می‌توان پرسپکتیو صحنه را کم یا زیاد کرد. از طرفی نیز، دوربین متحرک در موازات شخصیت‌ها به صحنه عمق می‌بخشد و در ضمن مستمراً چشم‌انداز تصویر و روابط فضایی اشیا را عوض می‌کند و به این ترتیب نوعی پرسپکتیو تداومی ایجاد می‌کند.

## نوع عدسی مورد استفاده
فاصله کانونی عدسی در پرسپکتیو تصویر تأثیری ندارد. این ارتباط ظاهری ناشی از آن است که برای رسیدن به قاب‌بندی یکسان هنگام افزایش فاصله کانونی مجبور به دور کردن دوربین از سوژه خواهیم بود و تغییر پرسپکتیو ناشی از تغییر فاصله از سوژه است نه تغییر فاصله کانونی.

## میزان باز بودن دیافراگم
بر اثر تجربه ثابت شده‌است، هر چه دیافراگم دوربین بسته تر باشد، پرسپکتیو تصویر بیشتر می‌شود.

## میزان نور
از آنجا که نور زیاد سبب بسته شدن دیافراگم و در نتیجه افزایش پرسپکتیو می‌شود، می‌توان آن را نیز به نوعی در تغییر پرسپکتیو مؤثر دانست. از طرفی نوع نورپردازی تصویر، می‌تواند به نوعی در فضاسازی سه بعدی اثر بگذارد، برای مثال نور پشتی سوژه را از پس زمینه جدا می‌کند و به این ترتیب در سه بعدی بودن تصویر مؤثر واقع می‌شود.

## تفاوت پرسپکتیو در گرافیک و معماری
قبل از تشریح کامل موضوع، ابتدا باید تعاریفی از گرافیک و معماری عرضه شود. معماری، هنر و دانش طراحی بناها و سایر ساختارهای کالبدیست. آثار معماری به عنوان نمادهای فرهنگی، سیاسی و اجتماعی یک کشور شناخته می‌شوند و ساختمان‌هایی چون تخت جمشید و اهرام ثلاثهٔ مصر از جملهٔ چنین آثاری محسوب می‌شوند. آثاری که پیوند دهندهٔ مهم خودآگاهی‌های اجتماعی بوده‌اند. شهرها، مذاهب و فرهنگ‌ها از طریق همین یادواره‌ها خود را می‌شناسانند.
و اما گرافیک یا به عبارت کامل تر طراحی گرافیک به‌کارگیری تکنیک‌های مختلف خلق آثار دو بعدی بر روی سطوح مختلف نظیر کاغذ، دیوار، بوم، فلز، چوب، پارچه، نمایشگر رایانه، سنگ و … است که در جهت رساندن پیامی خاص به بیننده انجام می‌پذیرد. یکی از بزرگان این عرصه در تعریف گرافیک می‌گوید: گرافیک یک اثر هنریست که می‌خواهد پیامی را از طریق عناصر بصری در کوتاه‌ترین زمان ممکن به مخاطب برساند.
با این تفاسیر، این دو هنر بر پایهٔ طرح شکل می‌گیرند و نیازمند قواعد و قوانینی در زمینهٔ سنجش و محاسبه می‌باشند. در هنر معماری با برخی از واقعیت‌ها روبه رو هستیم و تفاوت اولیهٔ گرافیک و معماری نیز در همین مورد خلاصه می‌شود. حجم نمایی واقعی هدف نهایی در معماری می‌باشد و ایجاد حجم مجازی در گرافیک اولین وجه تمایز در این دو عرصه است.

## نخستین بناهای معماری رنسانس
معماری دوره رنسانس از دو اصل اساسی متابعت می‌کرد:
1. عناصر صوری برگرفته از عهد باستان را بکار می‌برد و از قواعد پرسپکتیو پیروی می‌کرد. عناصر صوری که معماران بکار گرفتند مانند: ستونها، ستونهای تزئینی، سرستونها، پیشانیها و طاقها از روی نمونه‌های عهد باستان و نوشته‌های ویترو ویوس طراحی می‌شدند. از این عناصر بهره می‌گرفتند تا دیوارها و فضا هاتی باز به سهولت در معرض دید قرار بگیرند و نوعی حس پرسپکتیو در داخل ساختمانها به وجود آید. این ساختمانها از حس وحدتی که در ساختارهای کلاسیک وجود داشت بی بهره بودند و در پایان قرن پانزدهم، برامانته و میکل آنژ حس وحدت بیشتری را وارد معماری رنسانس کردند.
2. عناصر کلاسیک بسیار متفاوت با معماری گوتیک به نظر می‌رسید. نویسندگان رنسانس ساختمانهای گوتیک قرون وسطی را غیرطبیعی می‌دانستند. آن‌ها در این عصر نوعی شیوه ساخت رومی را به کار می‌گرفتند. دیوارها در قرون وسطی جای خود را به پنجره‌های بزرگ با شیشه منقوش داده بودند و بار دیگر به سطوح یکپارچه مبدل شدند. با نمایی از مرر رنگی و با شکلی ساده و بی پیرایه. آن‌ها ساختمانهای خود را طبق اصول رانهای نظری بنا کردند. تفاوتهای فراوانی که ساختمانهای رنسانس را از بناهای قرون وسطی متمایز می‌کرد بیشتر جنبه تزئینی آن بود و به ساختار مربوط نمی‌شد.

## پرسپکتیو و شهرسازی
نو آوری شهر سازی دورهٔ رنسانس در استادی کامل بر عوامل اساسی شهر تجلی نمود. در این زمینه «برامانته» و «میکل آنجلو» امکاناتی را یافتند که پیش از آن نا شناخته بود.
دورهٔ رنسانس که از یک جانب به دورهٔ گوتیک (بخاطر داریم که در این دوره روحیهٔ معاونت و همکاری رونق داشت) و از جانب دیگر به دورهٔ باروک (با خصوصیت مطلقه اش) پیوسته‌است دوره‌ای در شهر سازی می‌باشد که را ه را برای زمان‌های آینده هموار ساخت. در قرن پانزدهم کشورهای شمال اروپا کاملاً از دورهٔ گوتیک متأثر بودند اما در ایتالیا وضعیت پیچیده بود. پرسپکتیو نحوهٔ فکری تازه‌ای آفریده و سنت گوتیک هم هنوز زنده بود و در پیشرفت نقشهٔ شهرها و ساختن میدان‌ها تأثیر می‌کرد.
در دورهٔ رنسانس ایجاد ترکیب‌های معماری با حجم‌ها بزرگ و شکل‌دادن به آن‌ها به صورتی نو آموخته شد. کاخ‌ها اغلب جای خانه‌های شخصی، خیابان‌ها و میدان‌ها را گرفتند. معماران دورهٔ رنسانس دیوارهای خارجی قصرها را رو به خیابان گشودند که برای ناظر چشم‌اندازی وسیع برای دیدار جهان به وجود آورد. تأثیر اصول پرسپکتیو در این نو آوری البته مشهود است در دورهٔ گوتیک نسبت به دورهٔ قدیم پنجره‌های بزرگ‌تری در نمای بناها به کار رفت. در هیچ جا به اندازه قصر «فارنزه» در رم نمی‌توان تغییر سطح دیوار بنا را که در دورهٔ رنسانس به‌وجود آمد، مشاهده کرد.
حجم این بنا بیش از ظرفیت زمینی است که بر این بنا اختصاص یافته بود و مثالی از روحیهٔ «فردیت طلبی» این دوره است.
وقتی که «دوناتو برامانته» (۱۵۱۴–۱۴۴۴) خیابان یک کیلومتری «جولیا» را به امر پاپ «جولیوس دوم» در رم آغاز کرد به پیوستگی و یک پارچگی نما ی ساختمان‌ها ی این خیابان نمی‌اندیشید. این نکته از قصد وی برای ساختن کاخ دادگستری رم با گوشه‌ها و برج‌های حجیم، در این خیابان پیدا است. وحدت معماری در خیابان کوتاهی در فلورانس که در آغاز «اوفیتزی» نامیده می‌شد و در آن «جورجو وازاری» بین سال‌های ۱۵۶۰ و ۱۵۷۴ برای خانوادهٔ «مدیچی» که به ثروت هنر پروری در ایتالیا معروف بودند ساختمان‌هایی دیوانی که از راستی حیرت‌انگیز است، ساخته بود مشهود است. «کورنیش» سه طبقهٔ این ساختمان‌ها که به ظرافت به آن‌ها اتصال یافته و خطوط ممتدی می‌سازد با خط دیگری که حد بام این ساختمان‌ها را معلوم می‌دارد و به پیوستگی ادامه می‌یابد، چشم ناظر را به دور هدایت می‌کند و عمقی به خیابان «اوفیتزی» می‌دهد که شاهکاری از عمق در پرسپکتیو به‌وجود می‌آورد.

## نگارخانه

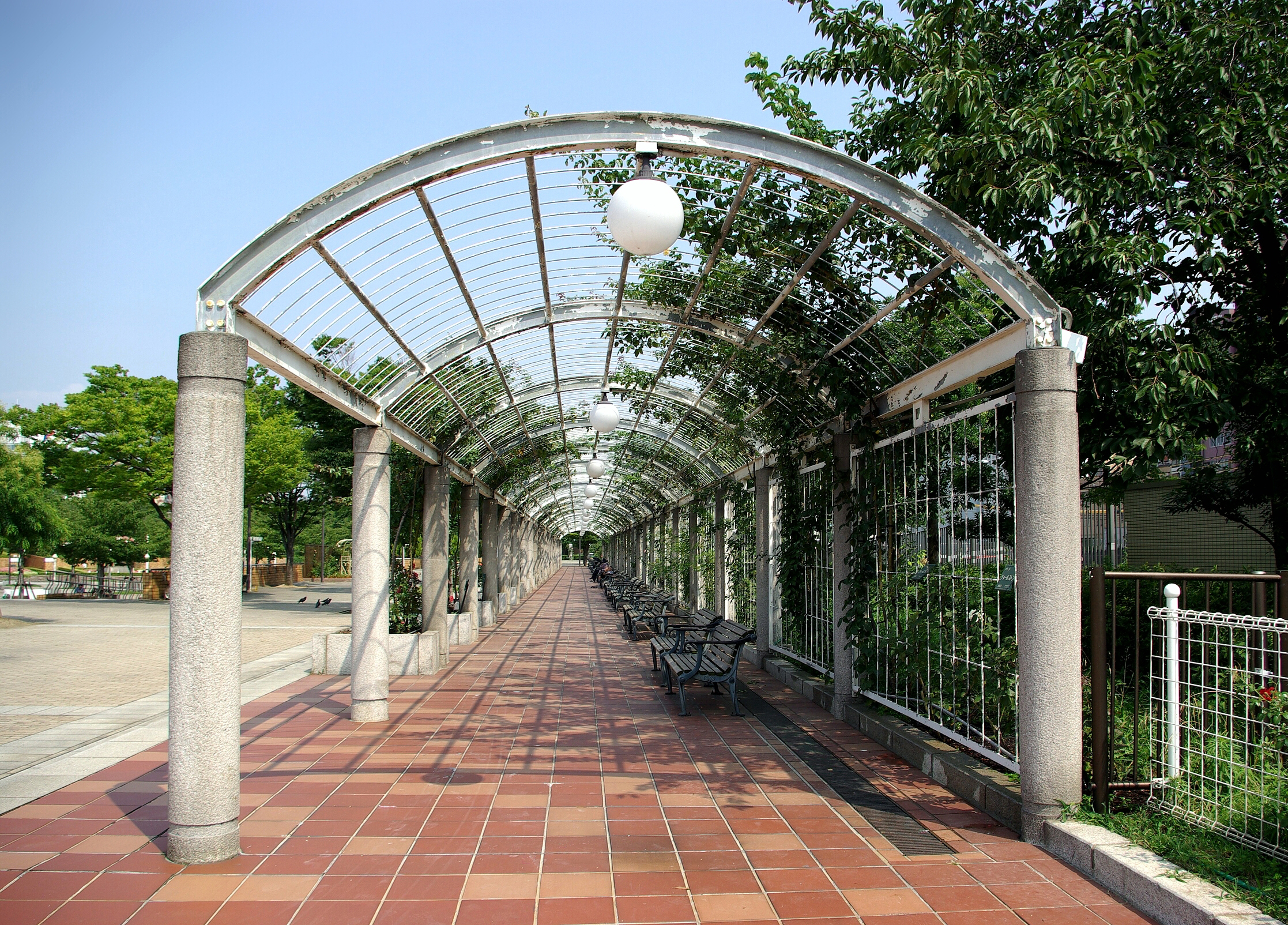
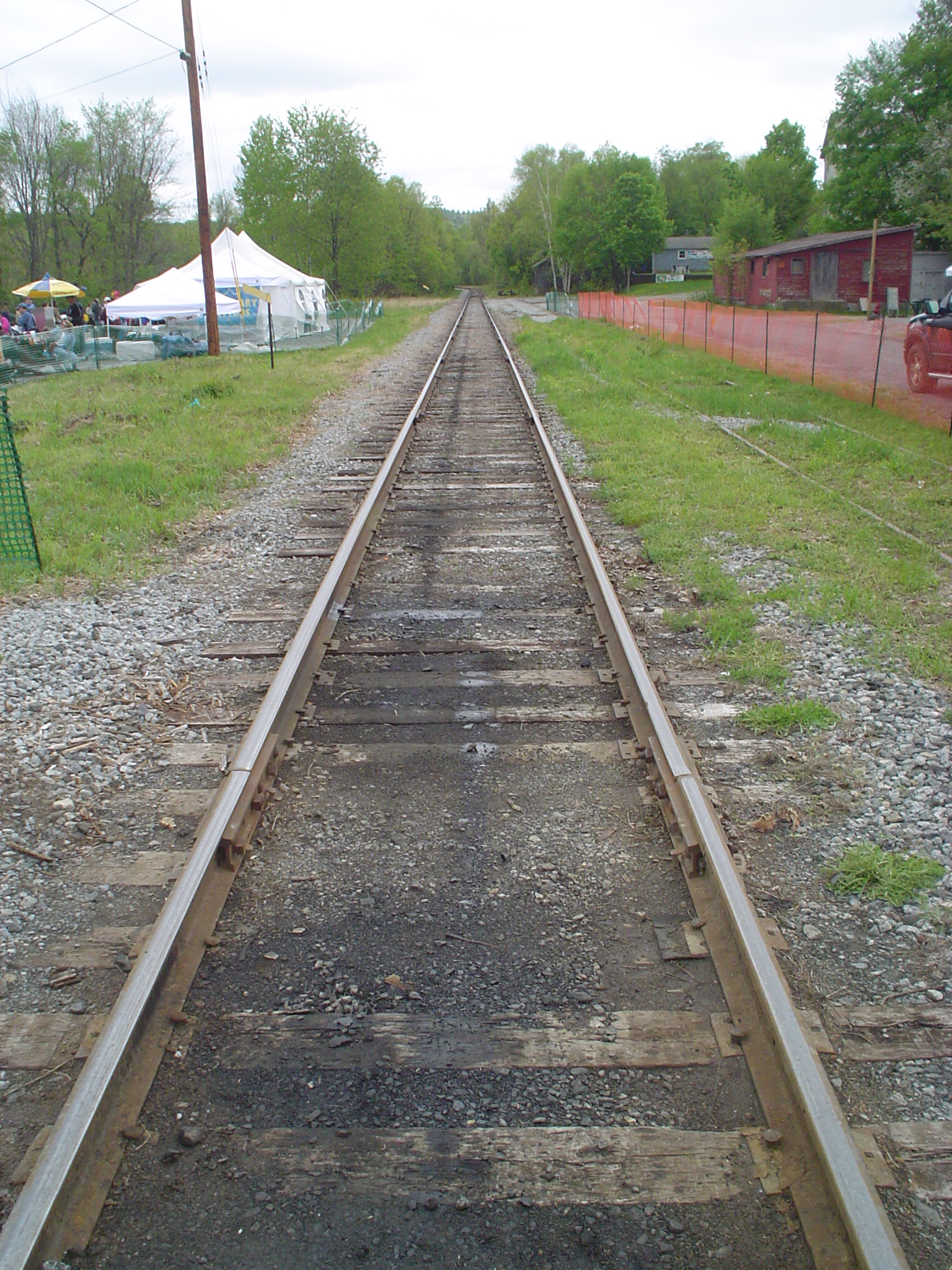